# Inalegolo
Inalegolo – wieś w Botswanie w dystrykcie Kgalagadi. Osada znajduje się w północno-wschodniej części dystryktu na terenie Pustyni Kalahari. Według spisu ludności z 2001 roku wieś liczyła 489 mieszkańców.